# Cyrtodactylus halmahericus
Espèce
Synonymes
- Gymnodactylus fumosus halmahericus Mertens, 1929

Statut de conservation UICN

 DD  : Données insuffisantes
Cyrtodactylus halmahericus est une espèce de geckos de la famille des Gekkonidae.

## Répartition
Cette espèce est endémique de Halmahera dans les Moluques en Indonésie.

## Publication originale
- Mertens, 1929 : Zwei neue Haftzeher aus dem Indo—Australischen Archipel (Rept.). Senckenbergiana, vol. 11, p. 237-241.